# Theta Librae
Theta Librae (θ Lib / θ Librae) è una stella gigante arancione di magnitudine 4,14 situata nella costellazione della Bilancia. Dista 163 anni luce dal sistema solare.

## Osservazione
Si tratta di una stella situata nell'emisfero celeste australe; grazie alla sua posizione non fortemente australe, può essere osservata dalla gran parte delle regioni della Terra, sebbene gli osservatori dell'emisfero sud siano più avvantaggiati. Nei pressi dell'Antartide appare circumpolare, mentre resta sempre invisibile solo in prossimità del circolo polare artico. Essendo di magnitudine 4,1, la si può osservare anche dai piccoli centri urbani senza difficoltà, sebbene un cielo non eccessivamente inquinato sia maggiormente indicato per la sua individuazione.
Il periodo migliore per la sua osservazione nel cielo serale ricade nei mesi compresi fra maggio e settembre; da entrambi gli emisferi il periodo di visibilità rimane indicativamente lo stesso, grazie alla posizione della stella non lontana dall'equatore celeste.

## Caratteristiche fisiche
La stella è una gigante arancione; ha una massa 1,84 volte quella del Sole ed una temperatura superficiale di 4718 K. Il raggio è pari a 11 volte quello solare ed è circa 60 volte più luminosa del Sole. Non c'è unanimità per quanto riguarda l'età della stella; Soubiran e soci l'hanno stimata nel 2008 di quasi 3 miliardi di anni, mentre Thoren nel 2004 e Takeda nel 2008, abbassano la sua età a circa 1 miliardo d'anni.